# Lillian Ngoyi
Lillian Masediba Ngoyi (25 de setembre de 1911 - 13 de març de 1980), també coneguda com a Ma Ngoyi, va ser una activista anti-apartheid sud-africana.
Va ser la primera dona elegida per formar part del comitè executiu del Congrés Nacional Africà (ANC), a més a més d'ajudar a la fundació de la Federació de Dones Sud-africanes (FEDSAW).
Ngoyi es va unir a la Lliga de Dones de l'ANC el 1952; en aquell moment Ngoyi era viuda, i vivia amb els seus dos fills i la seva mare. Treballava com a costurera. Un any més tard va ser elegida com a Presidenta de la Lliga de Dones. El 9 d'agost de 1956 Ngoyi va liderar juntament amb Helen Joseph, Rahima Moosa, Sophia Williams-De Bruyn, Bertha Gxowa i Albertina Sisulu la marxa de les 20.000 dones a l'Union Buildings de Pretòria, com a senyal de protesta per les polítiques del govern apartheid, que obligava a les dones a portar unes llibretes com a part de les lleis de circulació.
Lilian Ngoyi també va ser una important figura transnacional, ja que va veure la important influència que el suport internacional podia aportar a la lluita contra l'apartheid i l'emancipació de la dona negra. Amb aquest pensament, es va embarcar en un audaç (i potencialment il·legal) viatge a Lausanne, Suïssa, el 1955, per assistir al Congrés Mundial de Mares, organitzat per la Federació Democràtica Internacional de Dones (WIDF en anglès). Acompanyada per la també activista Dora Tamana, i com a delegada oficial de la FEDSAW, va aconseguir sortir en vaixell des de Ciutat del Cap amb un nom blanc fals, aconseguint posteriorment un seient en un vol que la va portar a Londres (gràcies a l'ajuda d'un simpàtic pilot d'avió). Allí, amb el pretext d'acabar els seus estudis bíblics, va poder entrar al Regne Unit. Amb Tamara, Ngoyi va visitar Anglaterra, Alemanya, Suïssa, Romania, Xina i Rússia, trobant-se amb líders feministes i d'esquerres, abans de tornar a Sud-àfrica.
Tot i que Ngoyi no era considerada una intel·lectual, era coneguda per la seva potent oratòria, a més a més de servir d'inspiració per molts dels seus col·legues de l'ANC. El 1956 va ser arrestada, passant 71 dies confinada en solitari. Juntament amb altres líders de l'ANC, va ser jutjada en el conegut com a Judici per Traïció, tot i que va ser absolta de tots els càrrecs. No obstant, va ser vanejada de la vida pública, no podent ni sortir de casa seva a Orlando, Soweto. El 13 de març de 1980 va morir, essent enterrada al Cementiri d'Avalon.

## Honors
Un centre de salut comunitari de Soweto porta el seu nom en honor seu, actualment.
El 16 de novembre de 2004, el Ministre de Medi Ambient va inaugurar el primer vaixell patruller ambiental de la classe Lillian Ngoyi, que reben el nom en honor de la líder anti-apartheid.
El 9 d'agost de 2006, en el 50è aniversari de la marxa a Pretòria, l'avinguda Strijdom Square, per on va passar la marxa, va ser rebatejada Lilian Ngoyi Square.
Actualment, el 9 d'agost se celebra a Sud-àfrica el Dia Nacional de la Dona.